# Mykoła Szaparenko
Mykoła Wołodymyrowycz Szaparenko, ukr. Микола Володимирович Шапаренко (ur. 4 października 1998 w Wełyka Nowosiłka) – ukraiński piłkarz, występujący na pozycji pomocnika w ukraińskim klubie Dynamo Kijów oraz w reprezentacji Ukrainy. Uczestnik Mistrzostw Europy 2020 oraz 2024.

## Kariera piłkarska

### Kariera klubowa
Wychowanek klubu Illicziweć Mariupol, barwy którego bronił w juniorskich mistrzostwach Ukrainy (DJuFL). Karierę piłkarską rozpoczął 12 listopada 2014 w drużynie U-19, a 5 kwietnia 2015 roku debiutował w podstawowym składzie Illicziwca Mariupol. W lipcu 2015 przeszedł do Dynama Kijów, a 18 listopada 2017 debiutował w podstawowym składzie Dynama.

### Kariera reprezentacyjna
W 2015 debiutował w juniorskiej reprezentacji Ukrainy U-19. Od 2018 bronił barw młodzieżowej reprezentacji Ukrainy. 31 maja 2018 zadebiutował w narodowej reprezentacji Ukrainy w zremisowanym 0:0 meczu towarzyskim z Marokiem.

## Sukcesy

### Dynamo Kijów
- Mistrzostwo Ukrainy: 2020/2021
- Puchar Ukrainy: 2019/2020, 2020/2021
- Superpuchar Ukrainy: 2018, 2019, 2020